# Glyvrar
Glyvrar (IPA: [ˈgliːvɹaɹ], danska: Glibre) är en ort på Färöarna, belägen i Runavíks kommun på ön Eysturoy. Glyvrar hade år 2015 391 invånare.
Glyvrar är en av flera orter på östsidan av fjorden Skálafjørður som växt ihop till en tio kilometer lång konurbation, liknande agglomeration.
I Glyvrar finns ett forntidsmuseum (Bygdasavnið Forni). Kyrkan i orten är ursprungligen från 1927 men återbyggd år 1981. Mellan 1903 och 1928 fanns det en navigationsskola. De som examinerades härifrån kunde bli kapten på fiskefartyg. Den största arbetsgivaren i Glyvrar är fiskefabriken Bakkafrost.

## Befolkningsutveckling
| Befolkningsutvecklingen i Glyvrar 1985–2015 | Befolkningsutvecklingen i Glyvrar 1985–2015 | Befolkningsutvecklingen i Glyvrar 1985–2015 | Befolkningsutvecklingen i Glyvrar 1985–2015 | Befolkningsutvecklingen i Glyvrar 1985–2015 |
| ------------------------------------------- | ------------------------------------------- | ------------------------------------------- | ------------------------------------------- | ------------------------------------------- |
|                                             |                                             |                                             |                                             |                                             |
| År                                          |                                             |                                             | Folkmängd                                   |                                             |
| 1985                                        | 1985                                        |                                             | 401                                         |                                             |
| 1990                                        | 1990                                        |                                             | 376                                         |                                             |
| 1995                                        | 1995                                        |                                             | 327                                         |                                             |
| 2000                                        | 2000                                        |                                             | 369                                         |                                             |
| 2005                                        | 2005                                        |                                             | 414                                         |                                             |
| 2010                                        | 2010                                        |                                             | 389                                         |                                             |
| 2015                                        | 2015                                        |                                             | 391                                         |                                             |
|                                             |                                             |                                             |                                             |                                             |